# 宝来山古墳

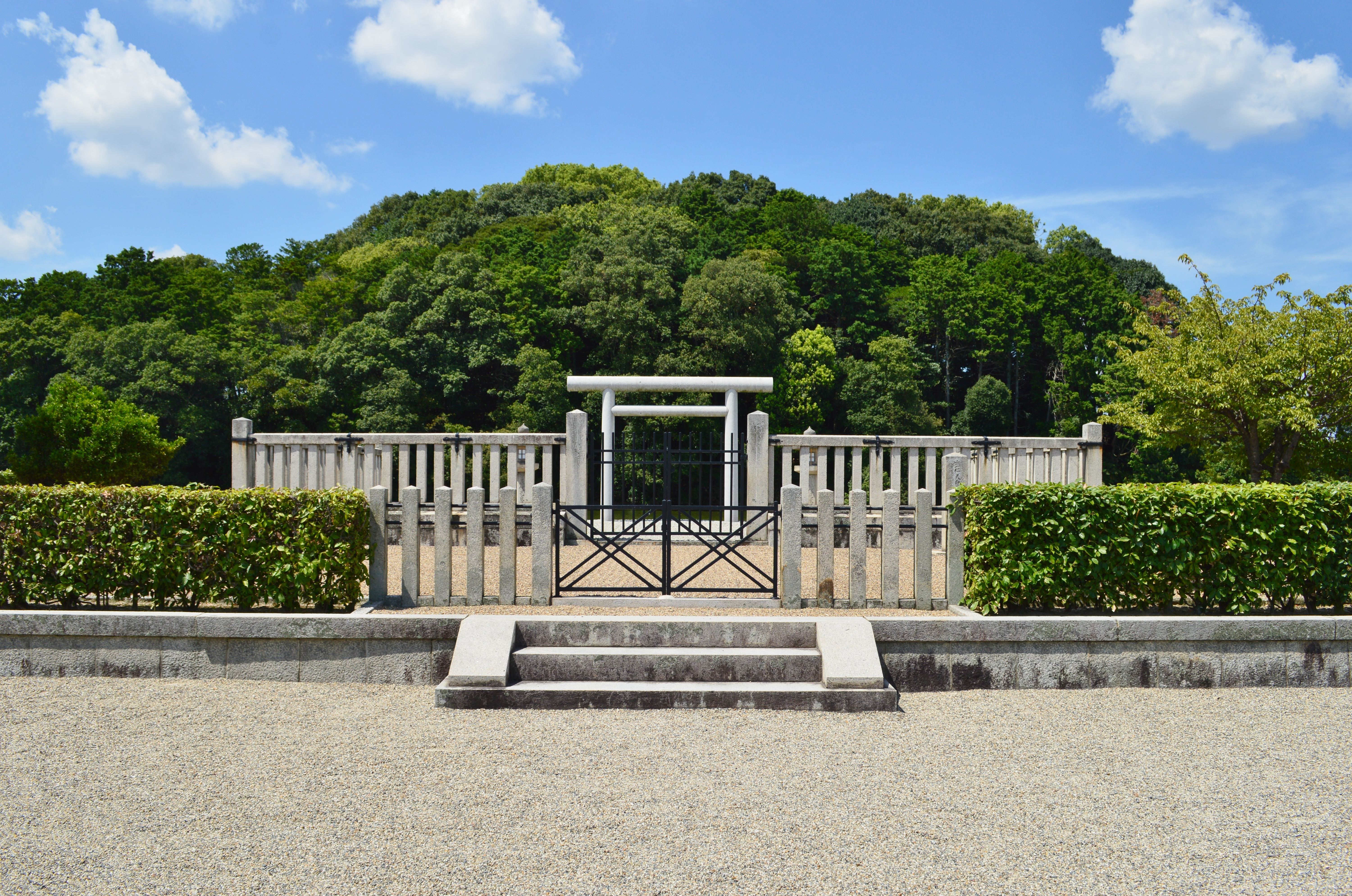
垂仁天皇菅原伏見東陵 拝所

宝来山古墳（ほうらいさんこふん/ほうらいやまこふん、蓬莱山古墳）は、奈良県奈良市尼ヶ辻町（尼辻町）にある古墳。形状は前方後円墳。
実際の被葬者は明らかでないが、宮内庁により「菅原伏見東陵（すがはらのふしみのひがしのみささぎ）」として第11代垂仁天皇の陵に治定されている。
全国では第20位の規模の古墳で、近年の調査では4世紀半ば頃（古墳時代前期）の築造と推定される。

## 概要
奈良盆地北部、奈良市街地から西方の位置に築造された巨大前方後円墳である。北東方では五社神古墳・佐紀陵山古墳などの巨大前方後円墳からなる佐紀古墳群（佐紀盾列古墳群）の築造が知られるが、宝来山古墳や周辺の小円墳も佐紀古墳群南支群としてその古墳群中に含める説がある。文献によれば、古墳はかつては「蓬莱山」とも称されたことや、嘉永2年（1849年）には盗掘があったことが知られる。明治以降は宮内庁により天皇陵に治定されているため、これまでに本格的な調査はなされていない。
墳形は前方後円形で、前方部を南方に向ける。墳丘は3段築成。墳丘長は227メートル（一説に240メートル）を測るが、これは全国で第20位の規模になる。墳丘外表では葺石・埴輪の存在が知られる。墳丘周囲には鍵穴形の周濠が巡らされており、周濠を含めた古墳総長は330メートルにもおよぶ。周濠の南東部は後世に拡張されているが、その際には外堤の一部が残され現在も小島として浮かぶ。埋葬施設は、江戸時代の盗掘を記す史料によると竪穴式石室であり、内部には長持形石棺が据えられたと見られる。出土品としては、宮内庁採集資料として円筒埴輪・形象埴輪（盾形・家形・靫形埴輪）等がある。
この宝来山古墳は、宮内庁採集の埴輪により、古墳時代前期の4世紀後半頃の築造と推定される。奈良盆地北部での巨大古墳としては、佐紀陵山古墳（伝日葉酢媛命陵）に後続し、佐紀石塚山古墳（伝成務天皇陵）・五社神古墳（伝神功皇后陵）に先行する築造順序に位置づけられる。特に宝来山古墳の場合はヤマト王権の大王墓と目されるほか、それまでの古墳と異なり、周濠が同一水面で墳丘を一周する古墳としては初期事例になる点が注目される。被葬者は明らかでないが、現在は宮内庁により第11代垂仁天皇の陵に治定されている。
なお宝来山古墳の古墳域は、後世に営まれた平城京では右京の京域内に位置する。

## 遺跡歴
- 嘉永2年（1849年）、盗掘[6]。
- 文久3-4年（1863-1864年）、文久の修陵[13]。
- 明治期、宮内省（現・宮内庁）により垂仁天皇の陵に治定。
- 1897年（明治30年）、拝所・石柵・鉄扉の改造[13]。
- 1968年（昭和43年）、墳丘の防波修造[13]。

## 墳丘
墳丘の規模は次の通り。

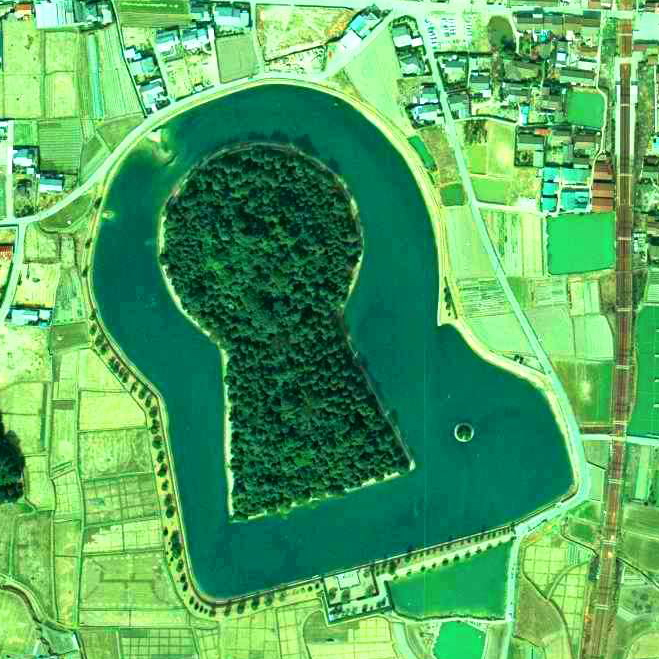
宝来山古墳の空中写真（1975年）

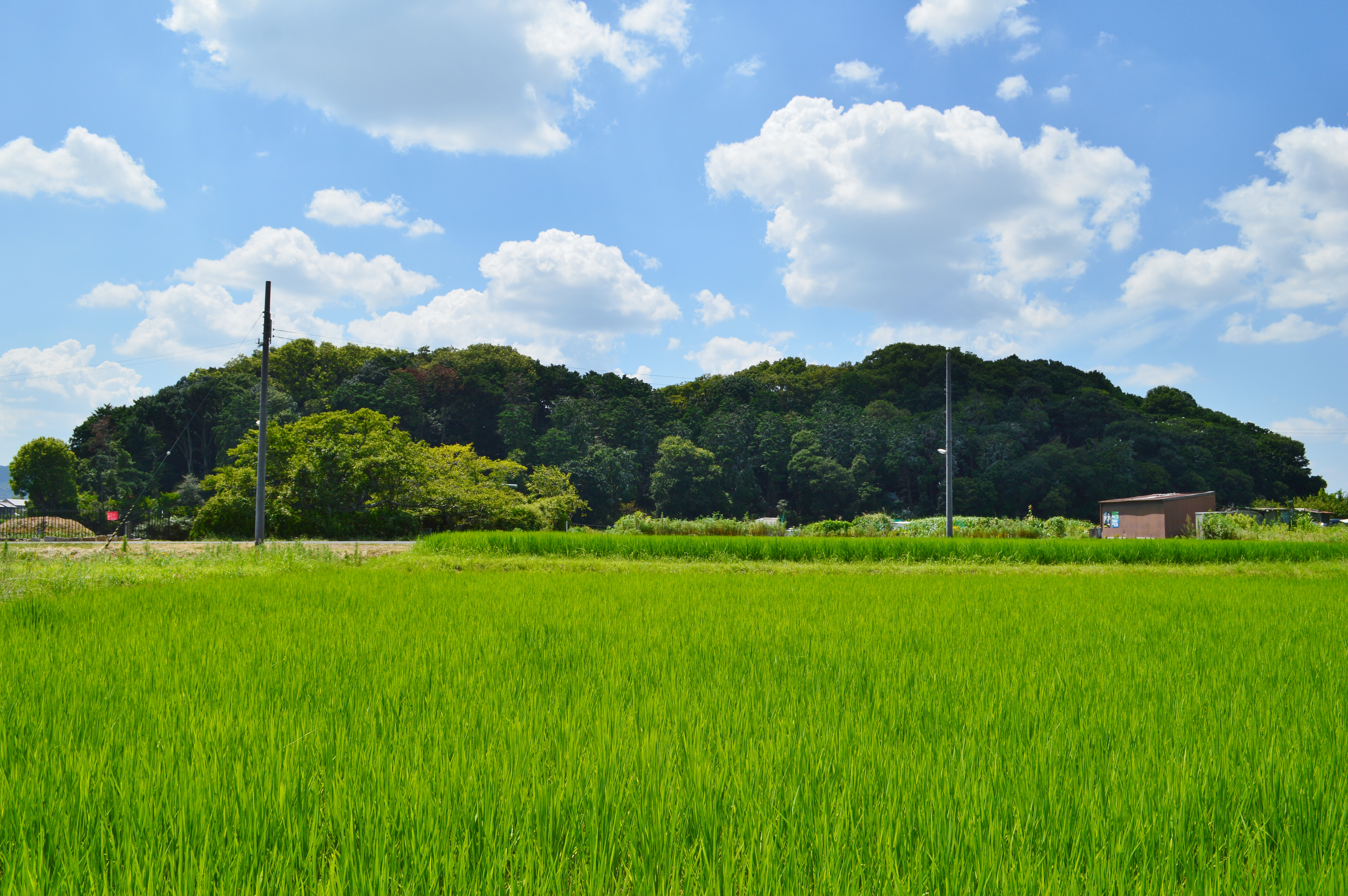
東から望む墳丘（右が後円部）

- 古墳総長：330メートル - 周濠を含めた全長。
- 墳丘長：227メートル
- 後円部 - 3段築成。
  - 直径：123メートル
  - 高さ：17.3メートル
- 前方部 - 3段築成。
  - 幅：118メートル
  - 高さ：15.6メートル

墳丘周囲には鍵穴形の周濠が巡らされるが、同一水面での周濠としては初期事例になる。ただし江戸時代の史料での周濠は左右対称に描かれる一方、現在の周濠の前方部側南東部は外側に大きく膨らんでおり、これは後世に灌漑のための拡張を受けたためとされる。周濠内に浮かぶ小島（現在の湟内陪冢）は、元々の周濠外堤の一部と推測される。
なお、現在の周濠の水位は築造当時の水位より高くなっているとして、元々の墳丘長を240メートル程度と推測する説もある。

## 築造年代
近隣の大型古墳と比較すると年代を特定するための資料に乏しく、大まかに4世紀中頃の築造という以上の事は分からなかった。しかし2000年代以降に行われた整備で採集された埴輪の断片が編年Ⅱ期(4世紀前半から中葉頃)の初期段階の特徴を多数有していた事から年代が急速に絞り込まれた。
また、従来は渋谷向山古墳よりも後の築造であると考えられていたが、近隣の菅原東遺跡で行われた調査で4世紀前半の様式である布留１式後半〜布留２式の土器が出土した事から、本古墳の築造年代の方が古い可能性も高くなった。

## 被葬者
|          | 垂仁天皇 （第11代）         | 安康天皇 （第20代） |
| -------- | --------------------------- | ------------------- |
|          |                             |                     |
| 古事記   | 菅原之御立野中              | 菅原之伏見岡        |
| 日本書紀 | 菅原伏見陵                  | 菅原伏見陵          |
| 続日本紀 | 櫛見山陵                    | 伏見山陵            |
| 延喜式   | 菅原伏見東陵                | 菅原伏見西陵        |
| 現在     | 菅原伏見東陵 （宝来山古墳） | 菅原伏見西陵        |

宝来山古墳の実際の被葬者は明らかでないが、宮内庁では第11代垂仁天皇の陵に治定している。垂仁天皇の陵について、『古事記』では「菅原之御立野中」の所在とあり、『日本書紀』では「菅原伏見陵」とある。また『続日本紀』霊亀元年（715年）条では「櫛見山陵生目入日子伊佐知天皇陵」と記載し、守陵3戸を充てると見える。『延喜式』諸陵寮では遠陵の「菅原伏見東陵」として記載され、兆域は東西2町・南北2町で、陵戸2烟・守戸3烟を毎年あてるとする。
以上のほか、『日本霊異記』では犬養宿禰真老が「諾楽（なら）の京の活目の陵の北の佐岐の村」に居住する旨が記されるほか、『東大寺要録』雑事章では「菅原伏見野山陵」と記載される。
その後、江戸時代の元禄探陵では、奈良奉行所は分明陵として本古墳を垂仁天皇陵と報告しており（ただしかつては天武天皇皇子の新田部親王墓に比定する説もあった）、これが現在に踏襲されている。ただし、崇神天皇（第10代）陵や景行天皇（第12代）陵がヤマト王権の発祥地ともされる奈良盆地南東部に位置するのに対して、垂仁天皇陵が奈良盆地北部に位置するのは不自然であり、考古学的な築造順序も食い違うため、『古事記』・『日本書紀』・『延喜式』の時代にはすでに垂仁天皇陵自体の所伝に錯誤が生じていたとする説がある。その説の中では、本古墳が垂仁天皇陵と想定された理由として、宝来山古墳付近を本貫とした土師氏と、垂仁天皇の埴輪説話との関係が指摘される。また、墳丘は前方部・後円部ともに三段築成で王権の中心人物であった王族クラスが被葬者であると想定可能である。周辺部に同規模の古墳がない。土師氏伝承との関連性の3点から、後世に「垂仁天皇」として伝えられたヤマト政権の首長の墓に比定される可能性が高いとする見解もある。
なお『古事記』・『日本書紀』などでは、垂仁天皇陵と安康天皇（第20代）陵が類似する陵名で記載されており、その安康天皇陵を現陵（考古学的には中世の豪族居館跡か）ではなく宝来山古墳近くの兵庫山古墳（現在の垂仁天皇陵飛地い号：後述）に比定する説もある。

## 陪塚

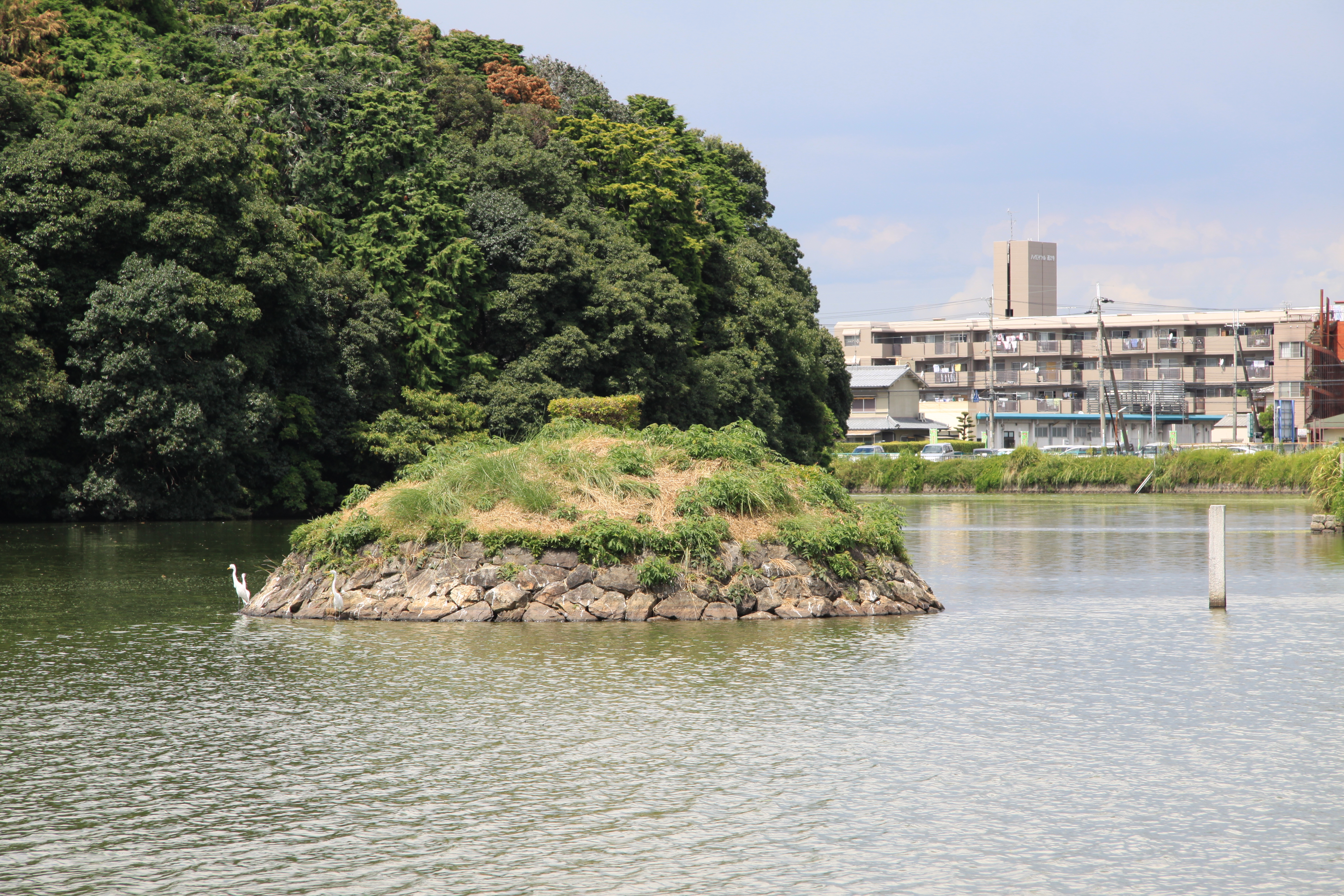
湟内陪冢（伝田道間守墓）

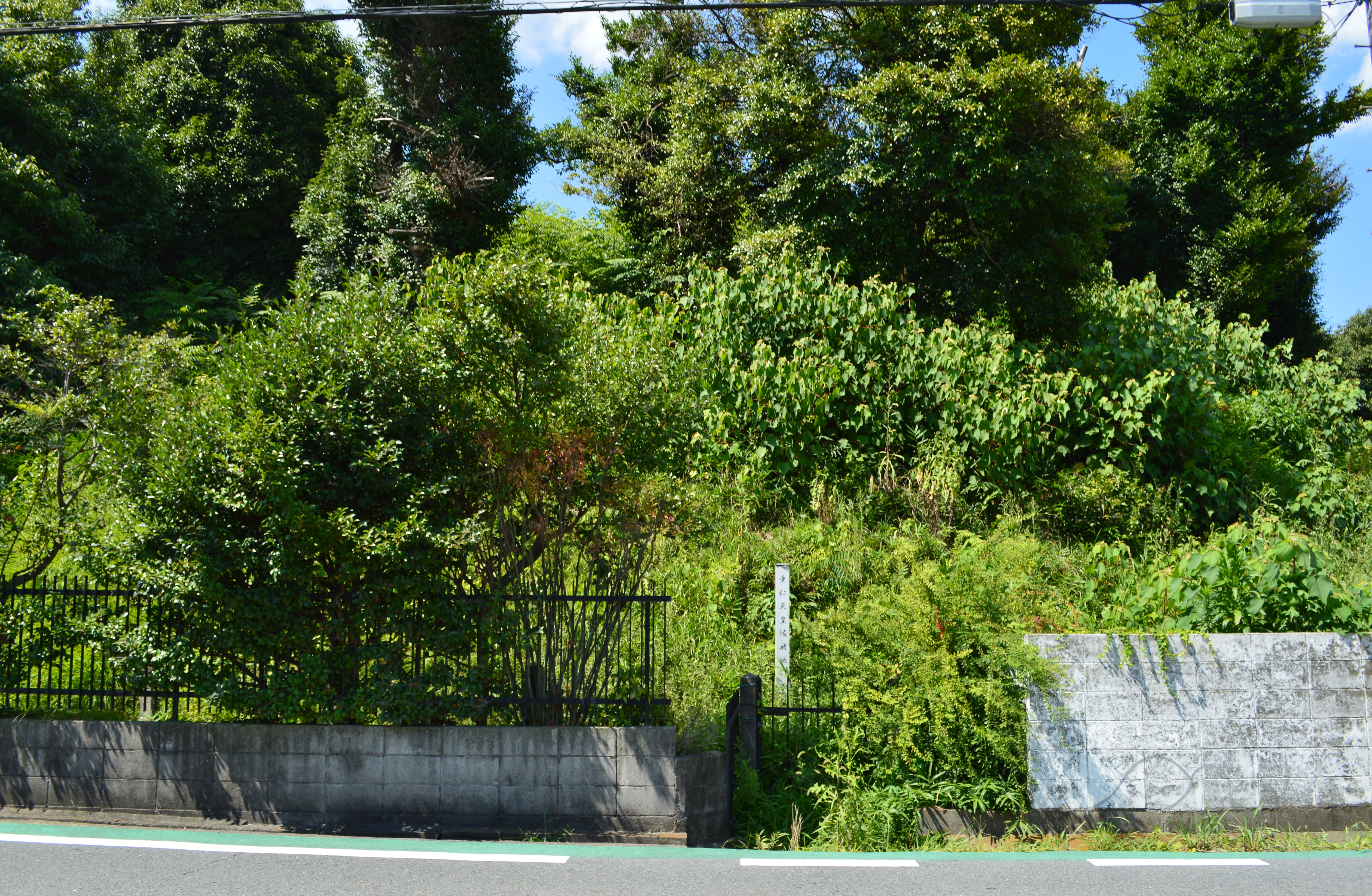
飛地い号（兵庫山古墳）

本古墳の陪塚（陪冢）は定かでなく、考古学的には伴わなかったものと推測される。
宮内庁治定の菅原伏見東陵の陪冢は、湟内陪冢1ヶ所、飛地陪冢6ヶ所（い号・ろ号・は号・に号・ほ号・へ号）の計7ヶ所。詳細はそれぞれ次の通り。
- 湟内陪冢（伝田道間守墓、奈良市尼ヶ辻町字西池：北緯34度40分45.87秒 東経135度46分57.05秒）
宝来山古墳の墳丘南東の周濠内に浮かぶ小島。宮内庁により田道間守の墓に仮託される[19]。田道間守について、『日本書紀』・『古事記』ではその墓に関する記載はないが、『釈日本紀』所引『天書』逸文[原 6]では景行天皇が田道間守の忠を哀しんで垂仁天皇陵近くに葬ったとする[7]。小島の考古学的な調査は行われていないが、江戸時代の山陵絵図や明治の『御陵図』に島の存在が描かれていないため、実際には後世の周濠拡張に伴う外堤削平の際に残された外堤の一部と推測される[6]。ただし『廟陵記』などで周濠南側に「橘諸兄公ノ塚」の記載があることから、その塚を前提として小島が残されたとする説もある[6]。現在は小島の対岸に拝所も設けられている[18]。
- 飛地い号（通称「兵庫山」、奈良市宝来町字堂垣内：北緯34度40分55.37秒 東経135度46分42.18秒）
宝来山古墳の北西約200メートルに位置する[6]。遺跡名は「兵庫山古墳」[6]。直径約40メートルを測る大型円墳である[6]。江戸時代には牛頭天皇社があったほか、元禄期以後は安康天皇陵に考定する説も散見される[6]。古墳南側には平城京の三条大路が通るはずであり、三条大路はこの兵庫山古墳によって狭められたものと推測される[6]。
- 飛地ろ号（奈良市平松町字北内：北緯34度40分45.38秒 東経135度46分44.46秒）
宝来山古墳のくびれ部西方に位置する。内容は詳らかでないが、実際に古墳である可能性が指摘される[6]。
- 飛地は号（奈良市尼ヶ辻町字中谷（千手谷）：北緯34度40分39.61秒 東経135度46分52.59秒）
宝来山古墳の南方に位置する。内容は詳らかでないが、実際に古墳である可能性が指摘される[6]。
- 飛地に号（奈良市尼ヶ辻町字馬田：北緯34度40分44.30秒 東経135度47分6.16秒）
宝来山古墳の前方部東方に位置する。内容は詳らかでないが、実際に古墳である可能性が指摘される[6]。
- 飛地ほ号（奈良市尼ヶ辻町字天王：北緯34度40分52.07秒 東経135度46分57.11秒）
宝来山古墳の後円部東方に位置する。内容は詳らかでない。
- 飛地へ号（奈良市尼ヶ辻町字菅上：北緯34度40分57.09秒 東経135度46分58.94秒）
宝来山古墳の北東方に位置する。内容は詳らかでない。

以上のほか、宝来山古墳の後円部西方には削平された古墳跡（平松北内古墳）が認められており、溝の検出や、家形埴輪・鰭付円筒埴輪の出土があった。そのさらに西方でも円形の地割が残っており、そちらも古墳（仮称：宝来塚垣内古墳）の可能性が指摘される。また以上を総合して、宝来山古墳の周囲には従属的な小型古墳群が存在したとする説がある。

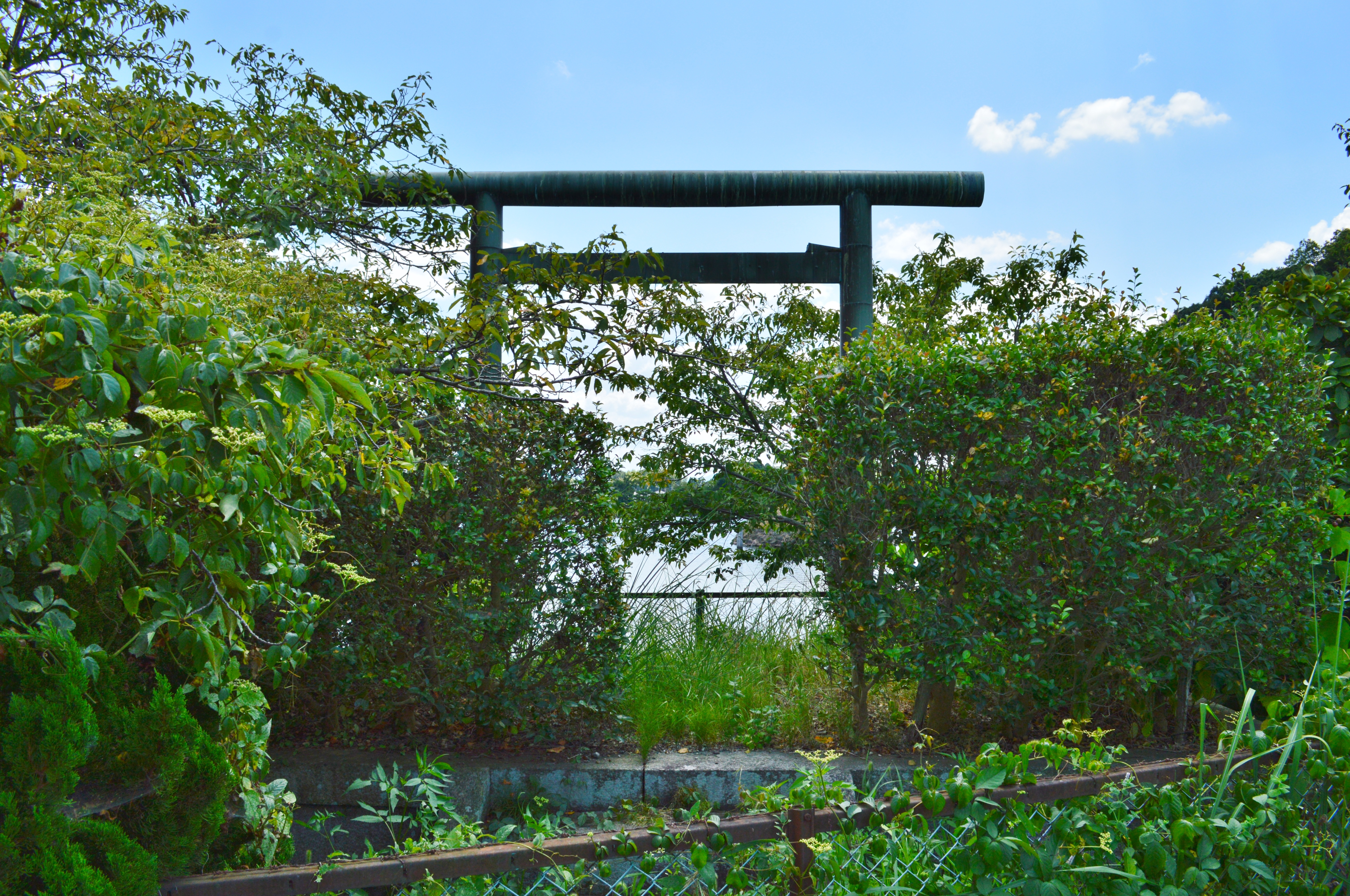
湟内陪冢 拝所
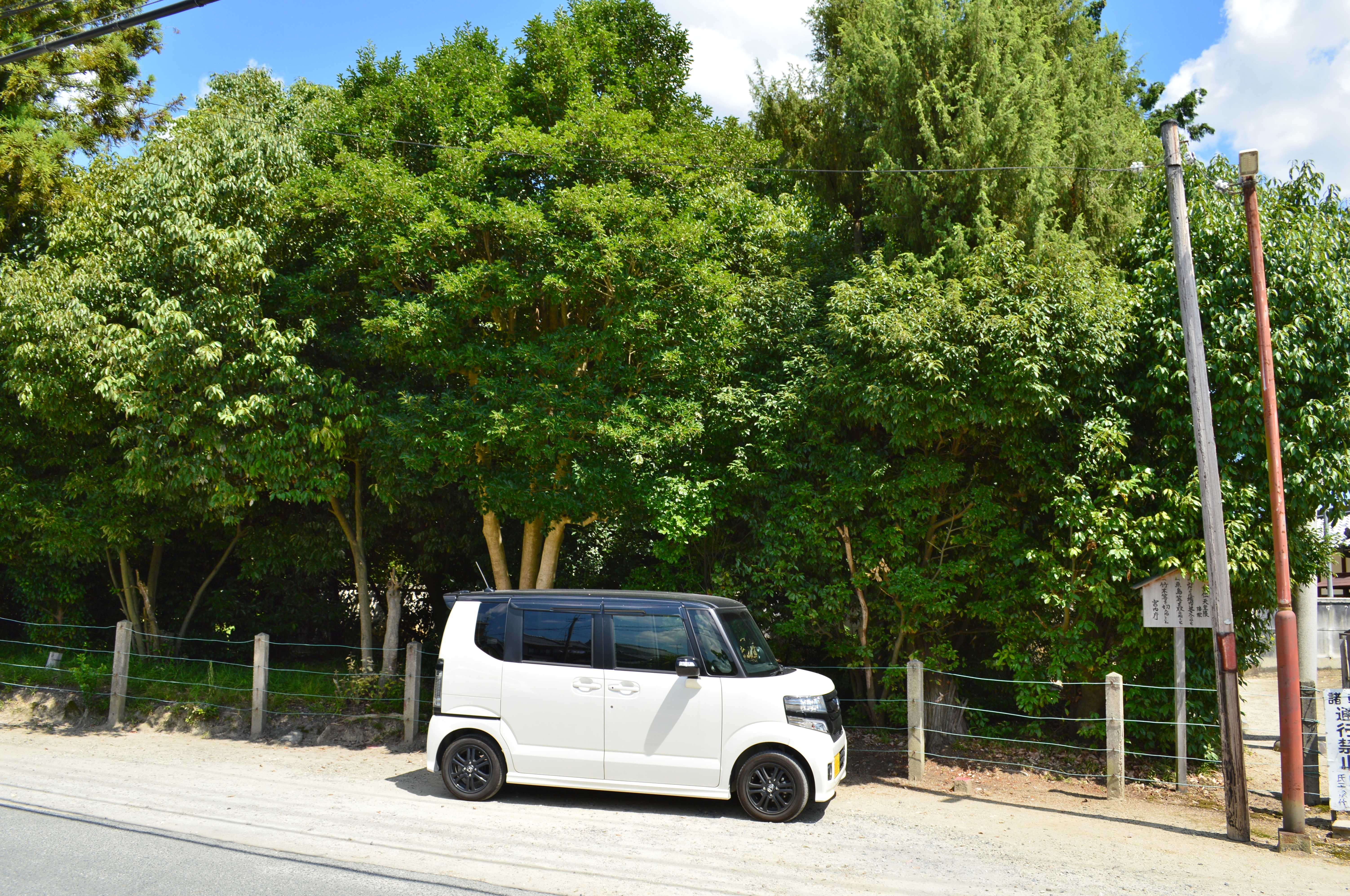
飛地ろ号
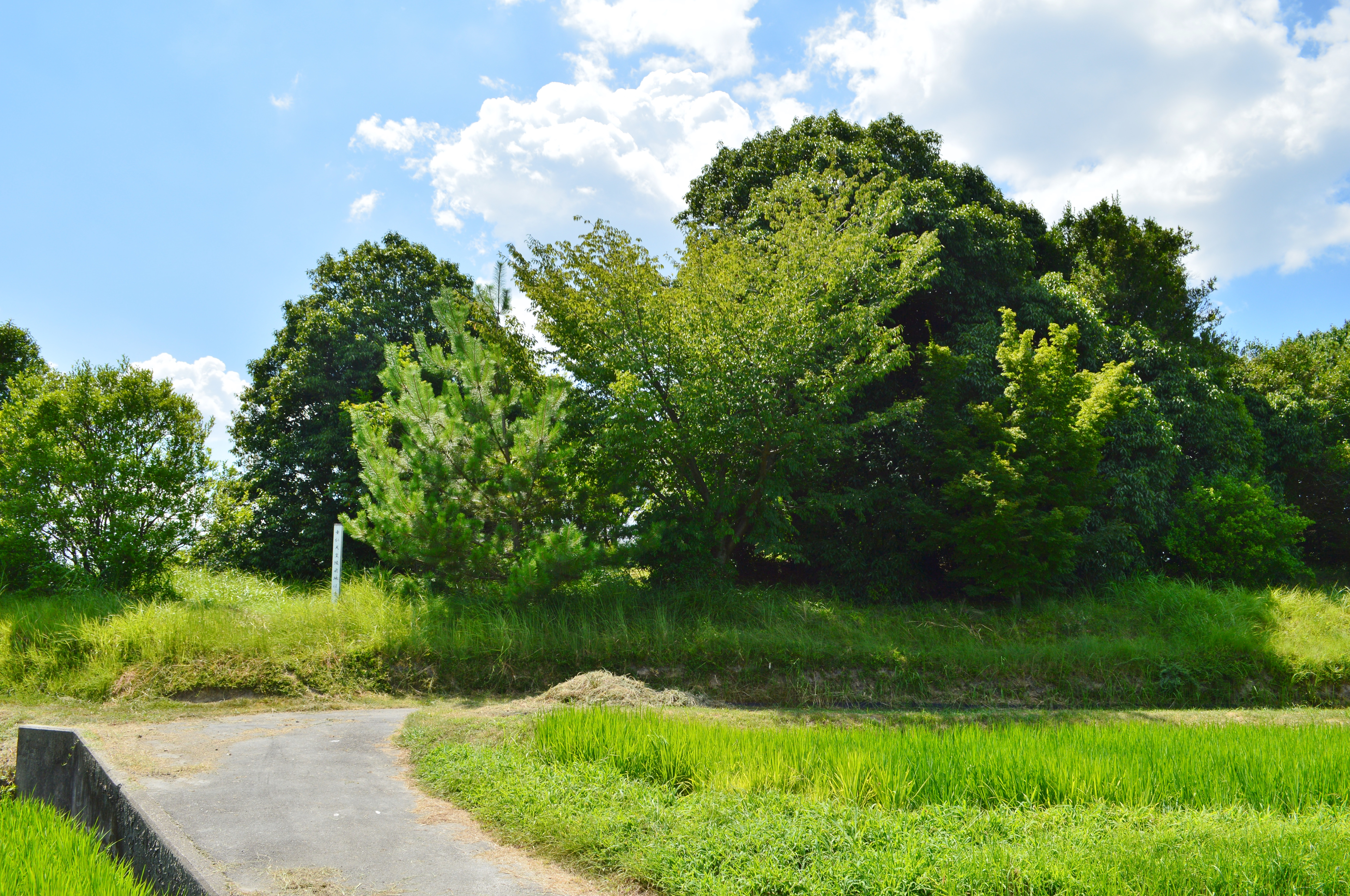
飛地は号
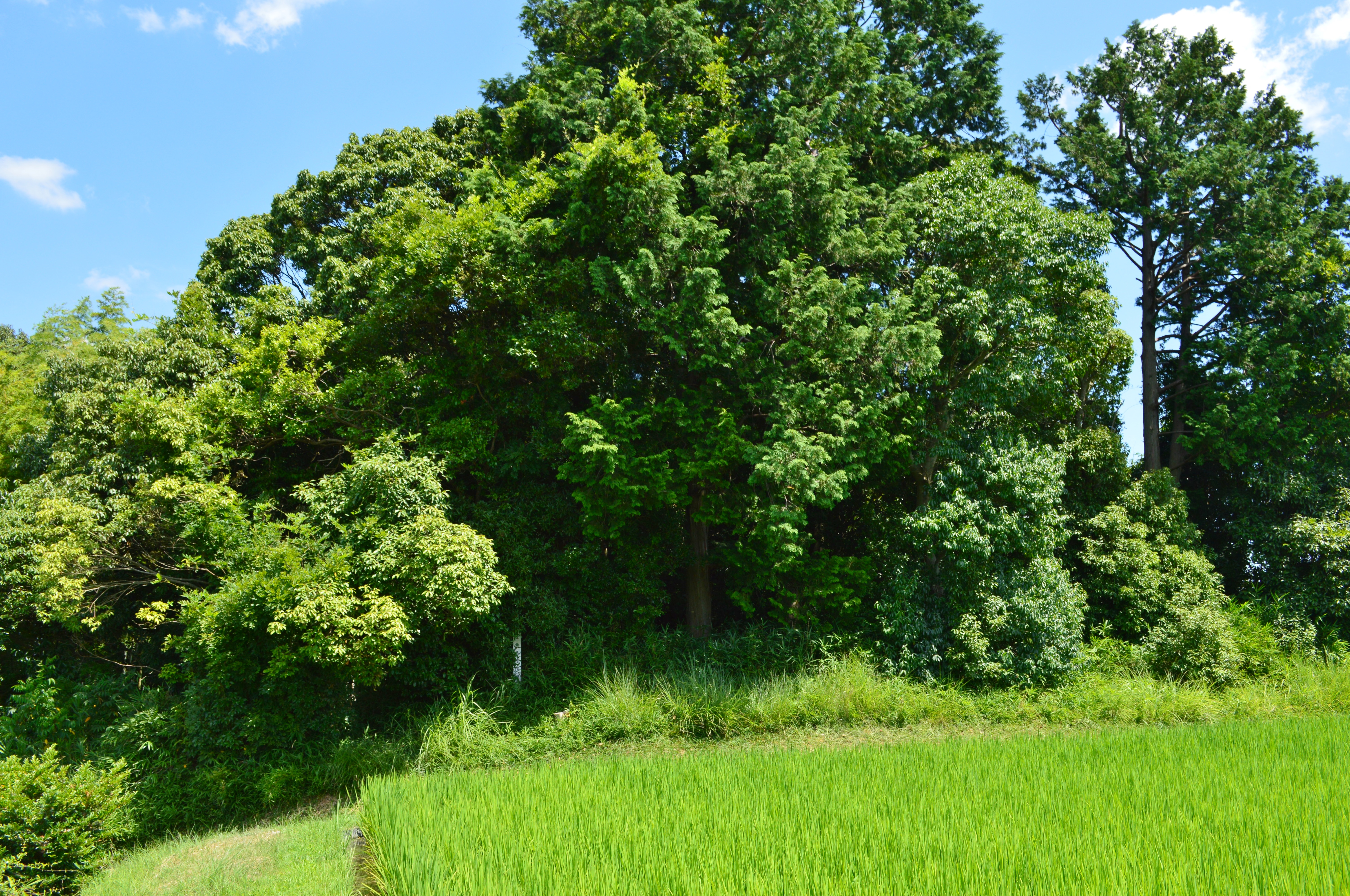
飛地に号
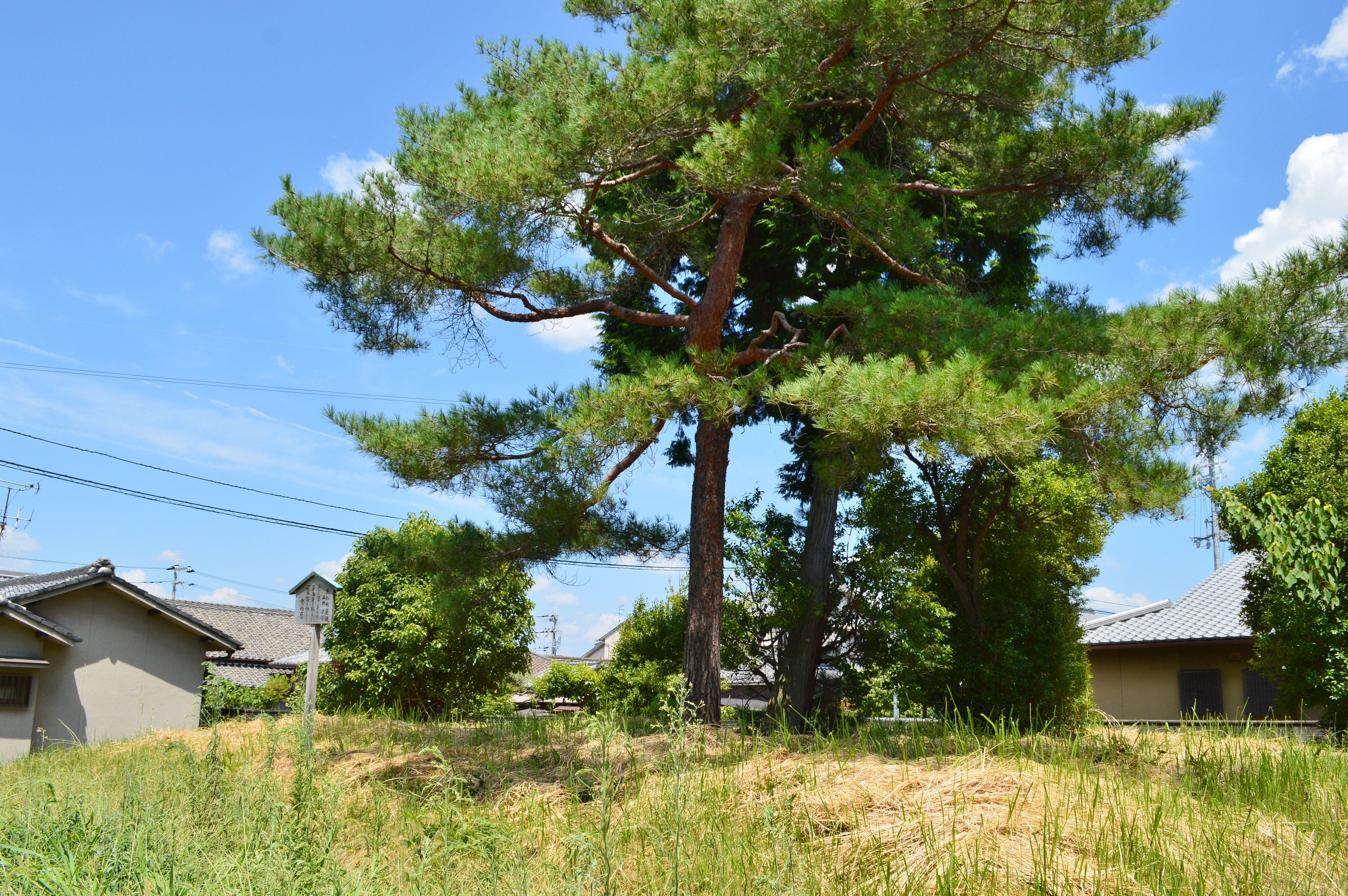
飛地ほ号
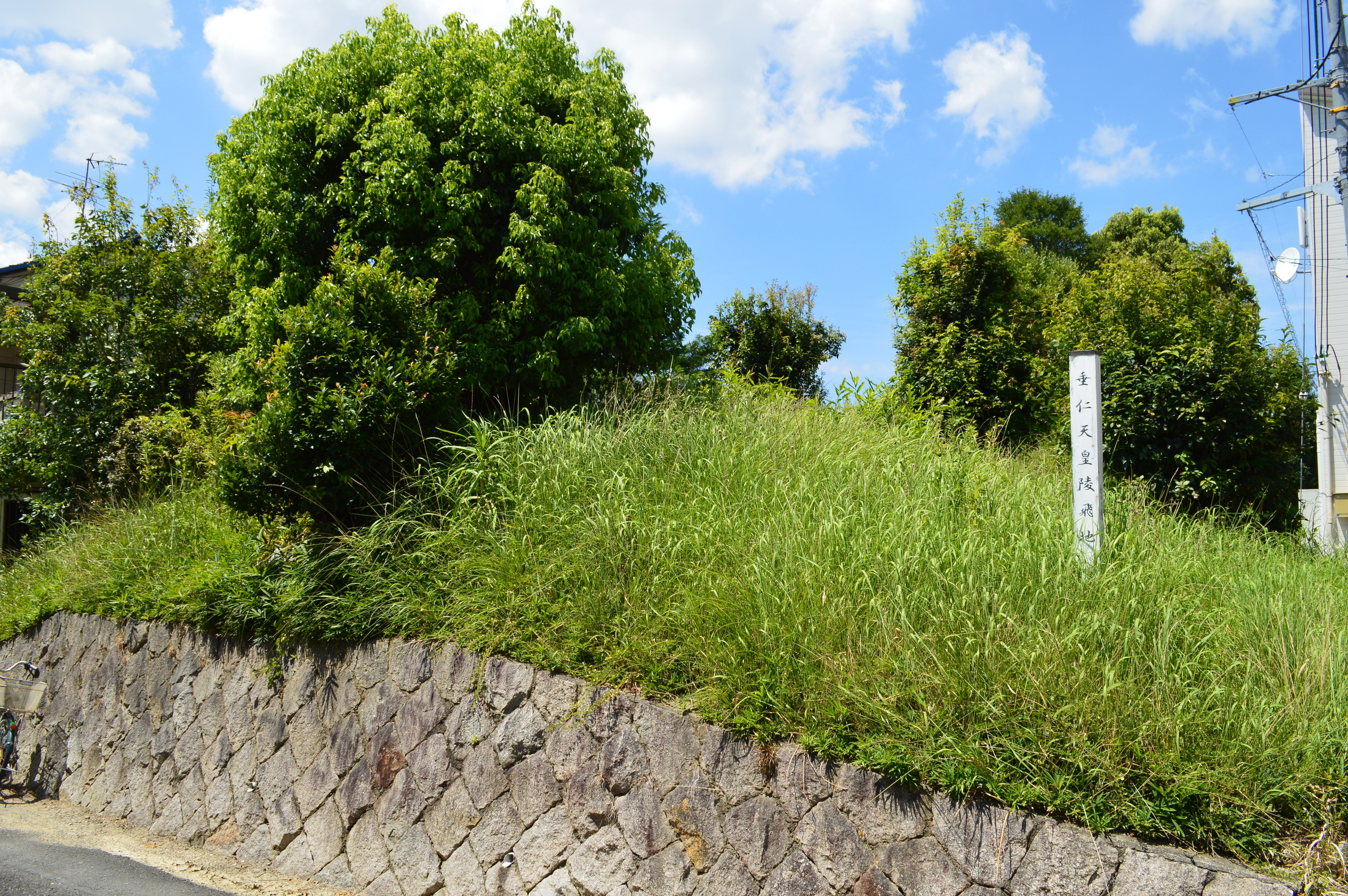
飛地へ号

## 現地情報
所在地
- 奈良県奈良市尼ヶ辻町（尼辻町）字西池

交通アクセス
- 鉄道：近畿日本鉄道（近鉄）橿原線 尼ヶ辻駅 （徒歩約5分）

周辺
- 唐招提寺
- 安康天皇 菅原伏見西陵
- 薬師寺
- 喜光寺
- 菅原天満宮